# Navales (kommunhuvudort)
Navales är en kommunhuvudort i Spanien.   Den ligger i provinsen Provincia de Salamanca och regionen Kastilien och Leon, i den centrala delen av landet, 150 km väster om huvudstaden Madrid. Navales ligger 850 meter över havet och antalet invånare är 358.
Terrängen runt Navales är huvudsakligen platt, men västerut är den kuperad. Runt Navales är det mycket glesbefolkat, med 5 invånare per kvadratkilometer. Närmaste större samhälle är Alba de Tormes, 5,1 km nordväst om Navales. Trakten runt Navales består till största delen av jordbruksmark.